# Église Saint-Jean-Baptiste de Saint-Jean-de-Côle
Pour les articles homonymes, voir Église Saint-Jean-Baptiste.
L'église Saint-Jean-Baptiste est une église catholique située à Saint-Jean-de-Côle, en France.

## Localisation
L'église est située dans le département français de la Dordogne, sur la commune de Saint-Jean-de-Côle.

## Historique

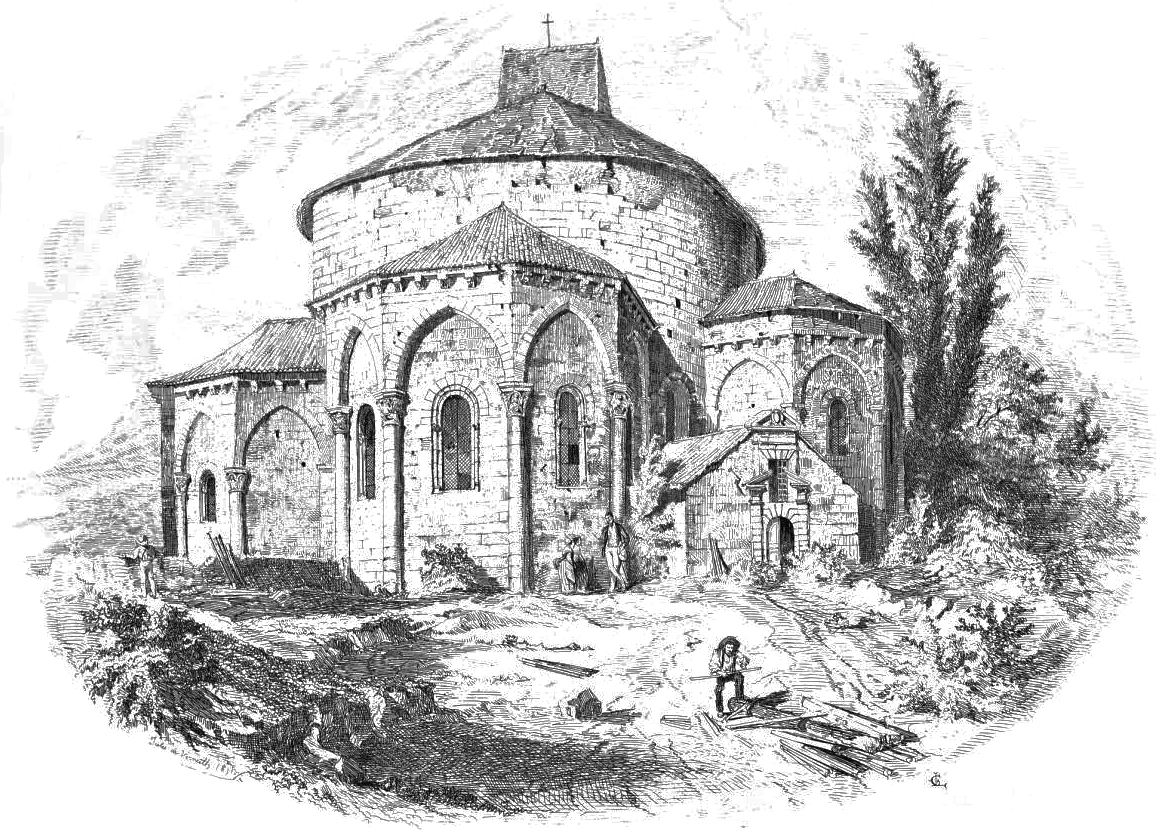
Vue du chevet de l'église.
L'architecture byzantine en France.
Félix de Verneilh (1847).

D'après le Manuscrit des chapelains de Saint-Antoine, l'église Saint-Jean-Baptiste a été fondée par Renaud de Thiviers, évêque de Périgueux depuis 1081, qui y a installé un collège de chanoines réguliers soumis à la règle de saint Augustin. Le R. P. Paulin cite une note sur le manuscrit de la Chronique du chanoine Étienne Maleu, chanoine de Saint-Junien, mort en 1322, qui cite aussi l'évêque Renaud de Thiviers comme fondateur. Enfin, la Gallia christiana avance la date de 1086 pour la fondation de l'église par le même personnage. Félix de Verneilh a affirmé, sans donner plus d'information, qu'une seconde dédicace a eu lieu au XIIe siècle. L'évêque de Périgueux Pierre Minet fait allusion en 1173 aux largesses de ses prédécesseurs dans une lettre au prieur Bernard. Une bulle de Célestin III de 1192 a mis le prieuré de Saint-Jean-de-Côle sous sa protection et lui a accordé un certain nombre de bénéfices. Bertrand de Got, archevêque de Bordeaux, a visité le prieuré en 1305 avant de devenir le pape Clément V la même année.
Pendant la guerre de Cent Ans, la ville est prise par les Anglais en 1394, qui la fortifient, puis par les Français, en 1404. Des suppliques adressées au pape, en 1436 et 1437, indiquent que le couvent a beaucoup souffert.
Le prieuré est passé en commende au cours du XVIe siècle. En 1574, Henri de La Marthonie, écuyer et conseiller du roi, est qualifié de prieur commendataire. Le prieuré est occupé par les protestants à la fin du XVIe siècle. Il dépend de l'abbaye de Charroux.
En 1635 est fondée une congrégation de tous les chanoines réguliers, les génovéfains, dont le chef est l'abbé de Sainte-Geneviève à Paris. Ceux de Saint Jean de Côle embrassent cette réforme en 1669 destinée à ramener les chanoines aux règles fondatrices à la suite du concile de Trente. Cela n'a eu d'effet que pour un temps, car la décadence s'est poursuivie au XVIIIe siècle. La communauté qui a compté jusqu'à dix-sept membres n'en comprend plus que quatre en 1763, trois en 1789.
À la Révolution, les livres du monastère sont dispersés, les titres brûlés, les bâtiments vendus comme biens nationaux. L'église devient église paroissiale en 1801.
L'architecte Henri Rapine indique dans un rapport daté du 8 mai 1904 que la coupole s'est effondrée vers 1860 et qu'elle a été remplacée par un plancher en bois.
Depuis son classement au titre des monuments historiques en 1862, l'église a fait l'objet de plusieurs restaurations. 
La vie monastique reprend en 1877 avec les prémontrés, jusqu'en 1904.

## Description
Il s'agit d'une église priorale des XIe et XIIe siècles. 
L'extérieur de l'église montre des arcs brisés en applique reposant sur des colonnes semi-rondes enchâssées avec des chapiteaux. À l'extérieur se trouvent 78 modillons. Ces sculptures représentent soit des végétaux stylisés, soit des personnages qui symbolisent les péchés. Le côté occidental du chevet est flanqué de logettes de répit, sarcophages en pierre pour les mort-nés ou les nouveau-nés morts sans baptême.
L'église, à coupole sur polygone jusqu'en 1960, date de l'effondrement de celle-ci, 14 m de diamètre et 15 m de hauteur, comptait trois travées de plus qu'aujourd'hui. Son plan est original en Dordogne ; trois absidioles polygonales, nord-est, est et sud-est, sont orientées de façon symétrique quoique désorientées : comme pour l'église de Montagrier, les deux bras du transept sont formés par les absidioles disposées à 143 degrés.
Le chœur comprend un retable, un maître autel et un tabernacle du XVIIe siècle. Des tableaux attribués à l'école de Nicolas Poussin ou celle d'Eustache Le Sueur ont été placés dans le chœur par les Génovéfains à la fin du XVIIe siècle.
L'église a été restaurée de 1906 à 1968 pour les toitures et le clocher, après 2002 pour les structures intérieures dont le transept, et après 2012 pour l'ensemble retable, autel et tabernacle.

## Protection
L'édifice est classé au titre des monuments historiques en 1862. 

## Galerie de photos

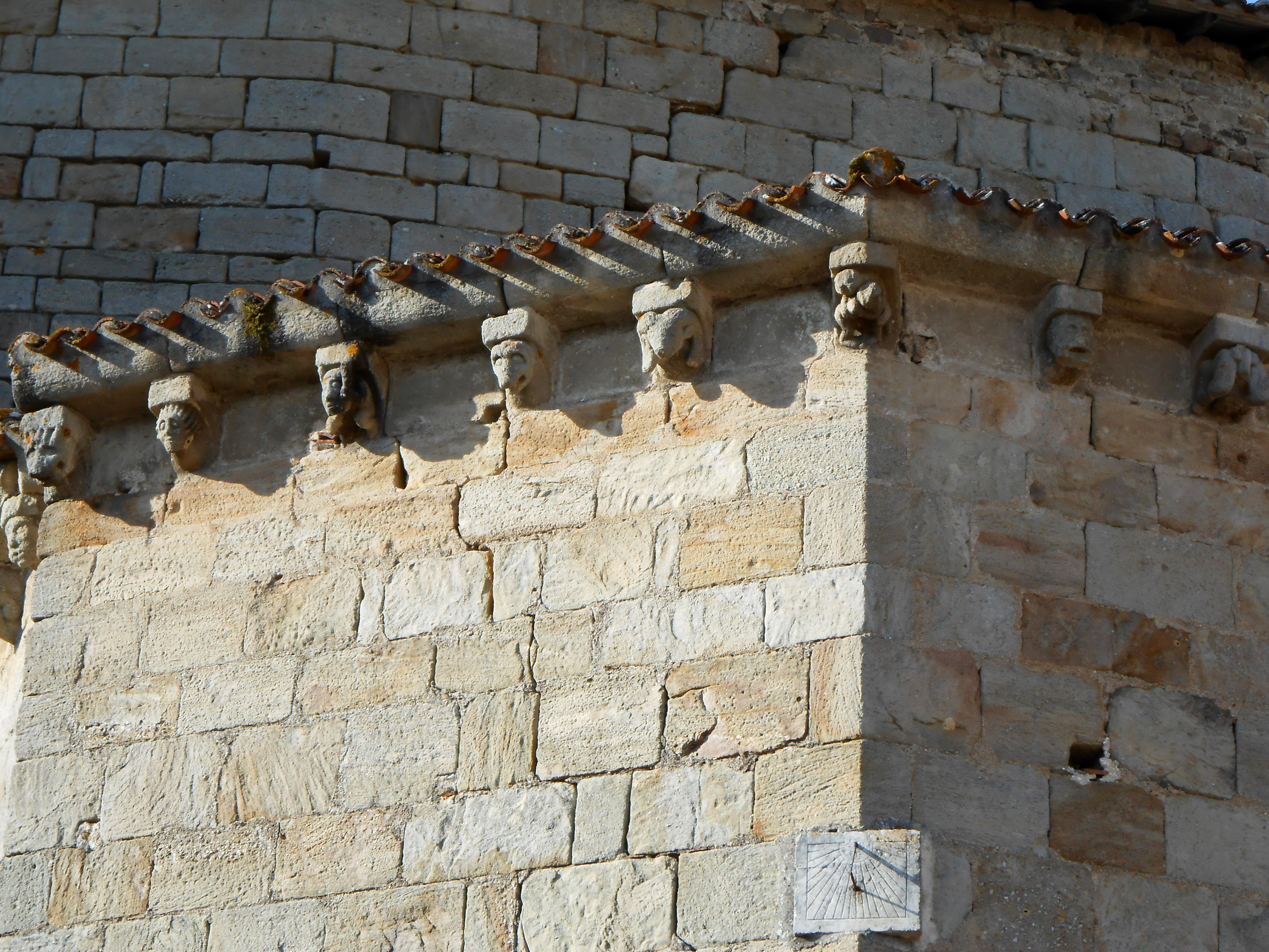
Façade avec modillons et cadran solaire.
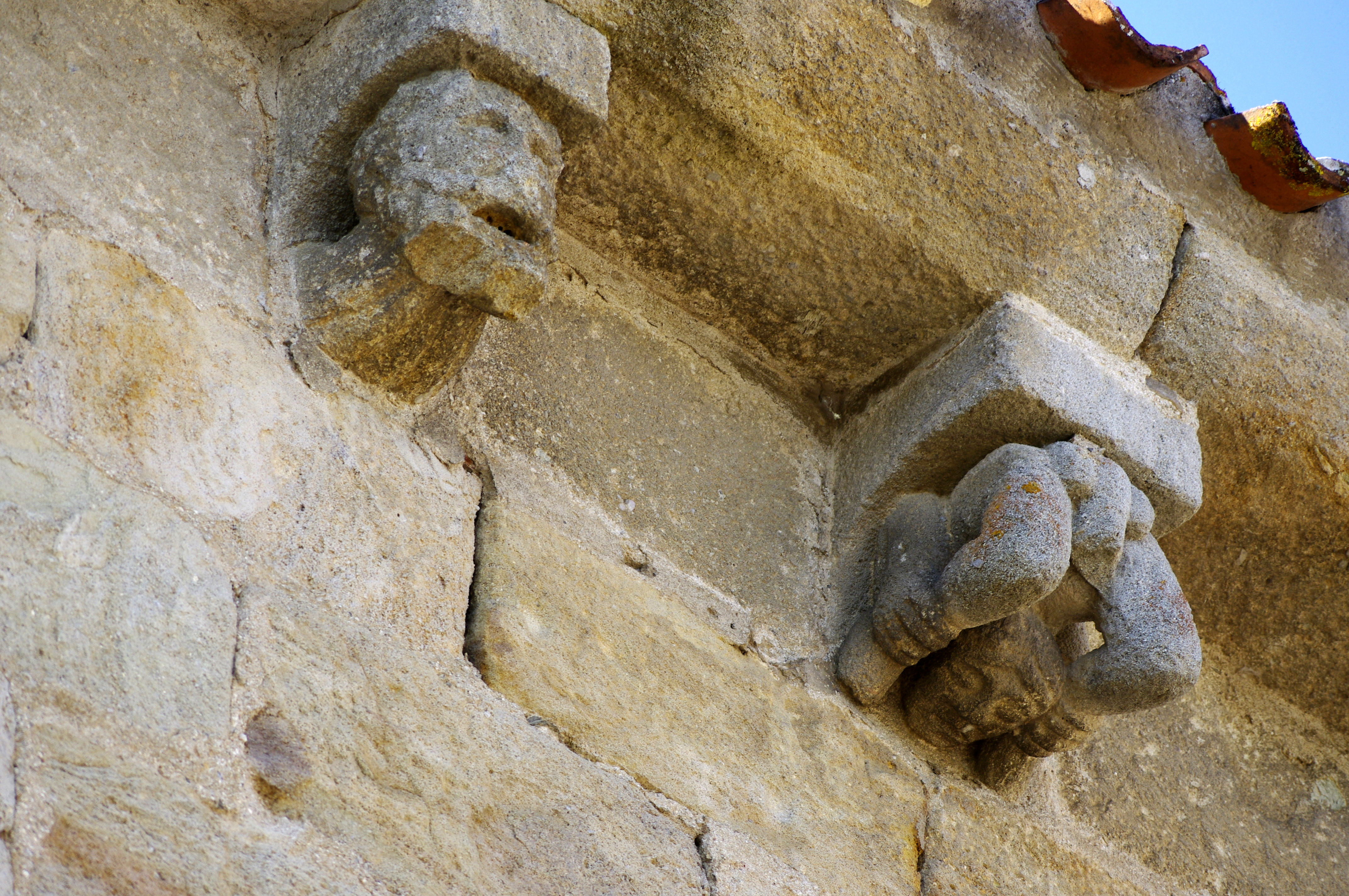
Le contorsionniste, symbole de l'orgueil.
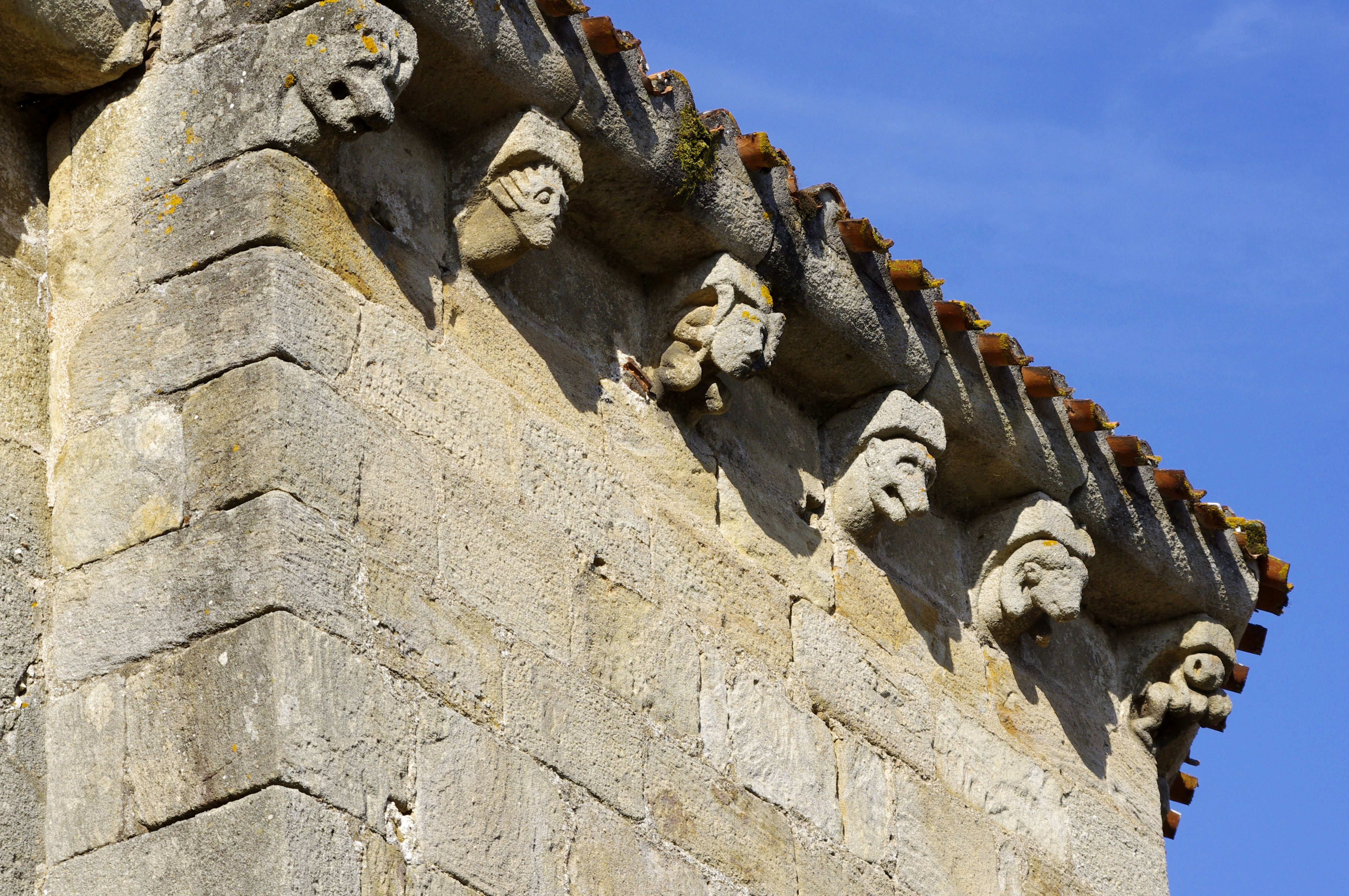
Modillons.
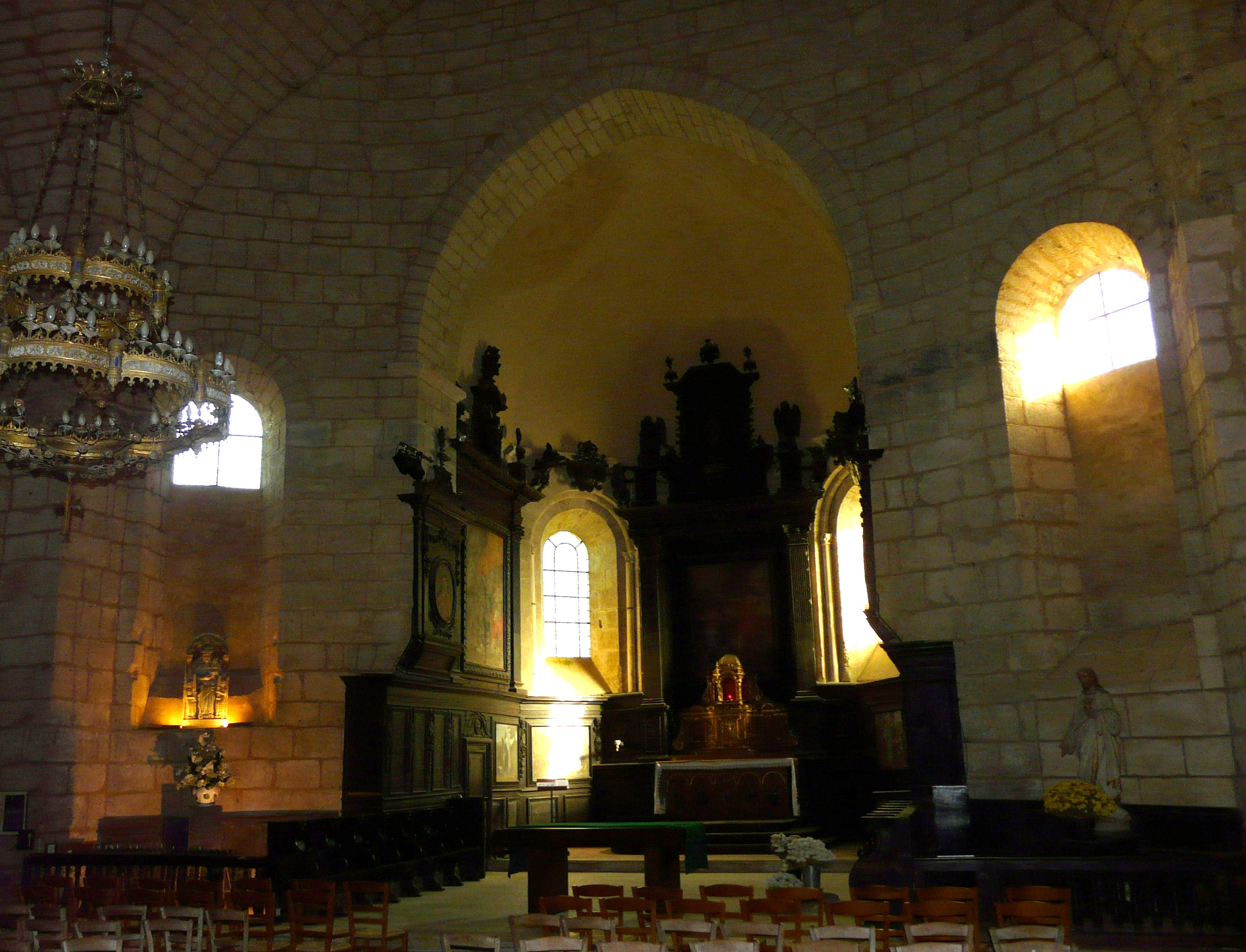
La nef et le chœur.